# Ficus virescens
Ficus virescens är en mullbärsväxtart som beskrevs av Edred John Henry Corner. Ficus virescens ingår i släktet fikonsläktet, och familjen mullbärsväxter. Inga underarter finns listade i Catalogue of Life.